# Браница (пристань)
Браница или брюга — собранная из брёвен морская пристань, которая предназначалась для стоянки небольших судов. Название характерно для Русского Севера времён XVI—XIX веков.
Обычно браница возводилась в закрытой бухте, которая предоставляла защиту от морского волнения и порывов ветра. Как правило, комплекс построек браницы включал в себя несколько хозяйственных зданий и небольшую верфь, напоминающую городки (клети из брёвен), где закладывались новые суда и куда можно было вытаскивать плавсредства для осмотра и ремонта подводной части корпуса.

## Семантика и этимология
«Русский этимологический словарь» А. Аникина утверждает, что на беломорском побережье брюга (браница) оборудовалась подъёмниками, краном и весами для взвешивания грузов, в Карелии это слово обозначало деревянное сооружение или земляную насыпь для защиты от волн, в Архангельске — морскую пристань или складские помещения на пристани для обслуживания судовой погрузки и выгрузки. Изначально слово «брюга» имеет скандинавское происхождение, связанное со шведским словом швед. brygga (мост, мостик, причал, набережная) или норвежским словом норв. brygge (пристань, причал, мостки, мол).